# Prolyctus exaratus
Prolyctus exaratus är en skalbaggsart som först beskrevs av Melsheimer 1846.  Prolyctus exaratus ingår i släktet Prolyctus och familjen rovbarkbaggar. Inga underarter finns listade i Catalogue of Life.